# Saison 4 des Bleus : Premiers pas dans la police
Chronologie
Saison 3
Cet article présente le guide des épisodes de la quatrième saison de la série télévisée française Les Bleus : Premiers pas dans la police (2006-2010).

## Épisode 1:Sur la touche
- France : 29 mai 2010 sur M6

- France : 2,22 millions de téléspectateurs[1] (première diffusion)

- Mhamed Arezki : commissaire stagiaire Lyes Beloumi
- Marie-Armelle Deguy : Mme Richard
- Danièle Douet : Eléonore Lecomte

## Épisode 2:Une affaire de famille
- France : 29 mai 2010 sur M6

- France : 2,16 millions de téléspectateurs[1] (première diffusion)

- Patrick Catalifo : commissaire divisionnaire Santamaria
- Élisabeth Commelin : Jacqueline Mora
- Swann Arlaud : Vincent Mora
- Émilie Gavois-Kahn : Anaïs

## Épisode 3:Sexe, Mensonge et Vidéo
- France : 9 octobre 2010 sur M6[2],[3]

- France : 1,9 million de téléspectateurs (première diffusion)

- Miglen Mirtchev : Anatoli Volkov
- Danièle Douet : Eléonore Lecomte
- Hélène Surgère : Mme Chambard
- Anne Macina : Françoise Chambard
- Pierre Poirot : le conseiller financier

## Épisode 4:Un père et manque
- France : 9 octobre 2010 sur M6[3]

- France : 2 millions de téléspectateurs (première diffusion)

- Miglen Mirtchev : Anatoli Volkov
- Pierre Laplace : Robert Serrano
- Olivier Broche : Cyrille Vauquier

## Épisode 5:Bijoux de famille
- France : 9 octobre 2010 sur M6[3]

- France : 1,7 million de téléspectateurs (première diffusion)

- Miglen Mirtchev : Anatoli Volkov
- Rémi Bichet : Nicolas Gautier
- Patrick Médioni : Fabrice Costa

Mercier est agressée après la visite de sa sœur qui est accro aux jeux d'argent.

## Épisode 6:Chambre avec vue
- France : 16 octobre 2010 sur M6[3]

- Gilles Gaston-Dreyfus : M. Schmitt
- Françoise Bertin : Mme Tubin

## Épisode 7:24 heures presque chrono
- France : 16 octobre 2010 sur M6[3]

- Laure Marsac : Véronique Revelli, de l'IGS
- Jean-Pierre Malignon : Jean Avesta
- Alexandre Carrière : Victor Moreira

## Épisode 8:À double tranchant
- France : 16 octobre 2010 sur M6[3]

- Alexandra Mercouroff : Élisabeth Defont

### Sources
- « Titres de la 4e saison »